# Glenn Gould
Glenn Herbert Gould (ur. 25 września 1932 w Toronto, zm. 4 października 1982 tamże) – kanadyjski pianista i kompozytor znany zwłaszcza z interpretacji utworów Jana Sebastiana Bacha. Szczególną sławę przyniosły mu dwie odmienne interpretacje „Wariacji Goldbergowskich” (z lat 1955 i 1981), a także wykonanie „Die Kunst der Fuge” i „Das Wohltemperierte Klavier”.
Jeden z zachodnich pianistów wcześnie koncertujących za żelazną kurtyną – w ZSRR. Współpracował m.in. z Herbertem von Karajanem, Leonardem Bernsteinem, Leopoldem Stokowskim. Mistrz interpretacji muzyki barokowej. Sławne są również jego beethovenowskie nagrania – koncertów fortepianowych i sonat. Grał także muzykę dodekafonistów. W 1964 roku porzucił występy przed publicznością, oddając się wyłącznie nagraniom płytowym. Prowadził programy telewizyjne i audycje radiowe.

## Życiorys
Pierwszą płytę Glenn Gould nagrał w 1955 roku. Były to „Wariacje Goldbergowskie” Bacha. Później stało się ono dla niego emblematyczne. Jednym z jego ostatnich nagrań również były „Wariacje Goldbergowskie” – jako jedno z niewielu dzieł, które nagrał dwa razy w studio. Obie interpretacje są cenione przez krytyków i bardzo się różnią od siebie. Pierwsza – utrzymana w bardzo szybkich tempach, druga – wolniejsza i bardziej introspekcyjna.
Gould nagrał wiele dzieł muzyki klawiszowej Bacha, m.in. oba pełne tomy „Das Wohltemperierte Klavier”, a także koncerty fortepianowe (klawesynowe). Nagrał też część „Kunst der Fuge” – jedyny raz nagrywając wówczas na organach. Interpretował również dzieła, często mniej znane, innych kompozytorów, m.in. Arnolda Schönberga, Jeana Sibeliusa, Paula Hindemitha, Orlanda Gibbonsa. Często wykonywał również swoje własne transkrypcje. Niektórych kompozytorów w swym repertuarze pomijał, m.in. Fryderyka Chopina.
W 1964 roku przestał występować przed publicznością, koncentrując się wyłącznie na nagraniach płytowych. Prowadził programy telewizyjne i audycje radiowe.

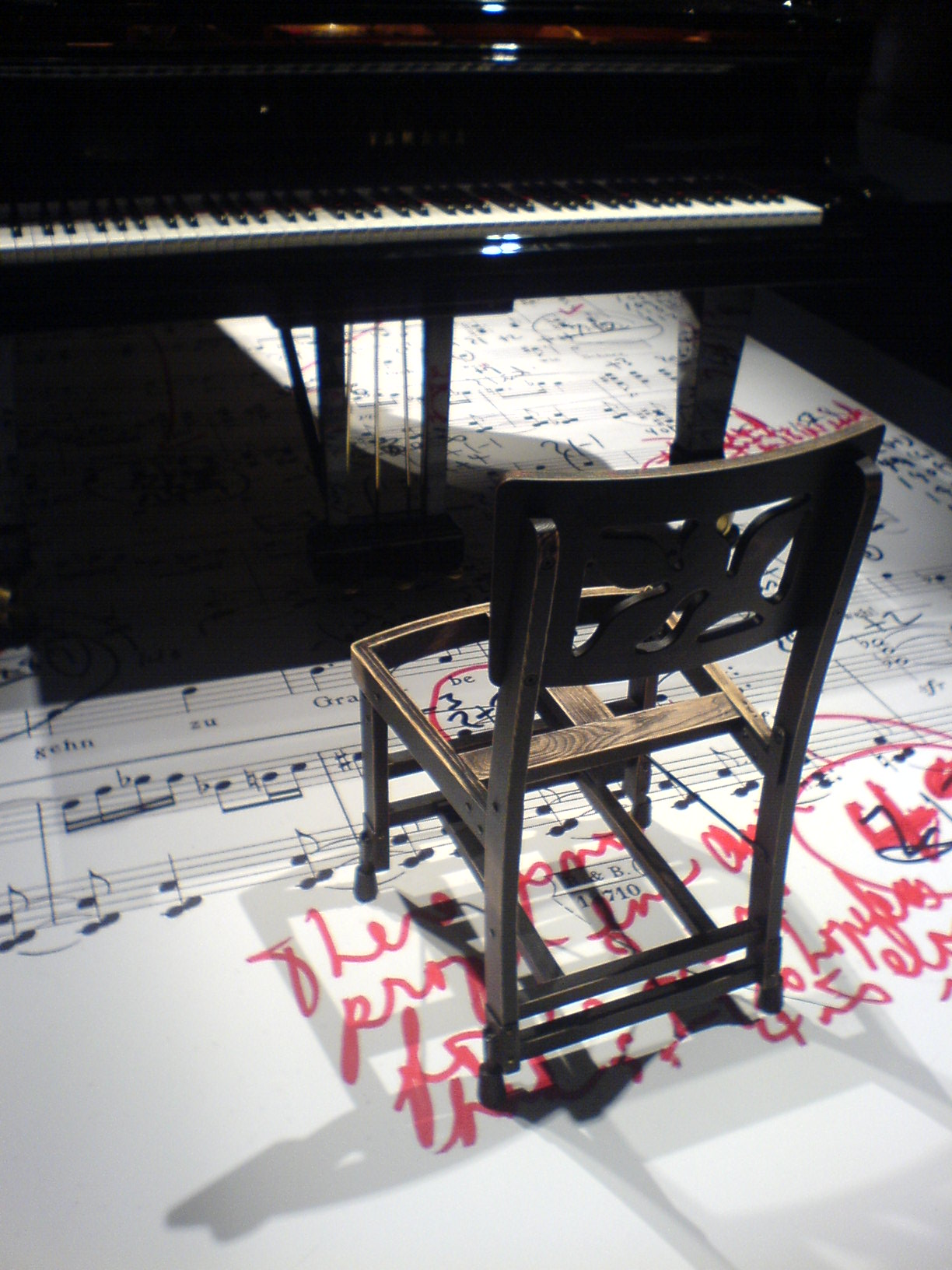
Replika krzesła Goulda

Glenn Gould znany był z ekscentryczności. Często podśpiewywał, grając na fortepianie i inżynierowie dźwięku nie zawsze potem potrafili usunąć jego głos z nagrania. Twierdził, że śpiewa podświadomie, a nasilało się to szczególnie, gdy fortepian odmawiał mu posłuszeństwa. Nietypowo poruszał się podczas gry. Na fortepianie grał siedząc od wczesnej młodości na krześle zrobionym mu przez ojca (nawet, kiedy już było prawie kompletnie zniszczone). Obawiał się zaziębienia, nosił więc ciepłe ubrania oraz rękawiczki nawet w ciepłe dni. Był uzależniony od wielu leków. Dbał przesadnie o swoje ciśnienie i ręce. Niektórzy lekarze twierdzą, że mogło to być związane z tzw. syndromem Aspergera, zaburzeniem powiązanym ze spektrum autyzmu, ale inni twierdzą, że mogły być inne psychologiczne i emocjonalne wytłumaczenia jego ekscentryczności. Nie lubił być dotykany, a później odmawiał także bezpośredniej rozmowy właściwie ze wszystkimi, zdając się na telefon i listy jako formę komunikacji. Potrafił prowadzić wielogodzinne rozmowy telefoniczne, w czasie których czasami nucił np. całe utwory muzyczne, posiadał bowiem wyjątkową pamięć muzyczną.
Zmarł kilka miesięcy po premierze drugiego nagrania Wariacji Goldbergowskich i 9 dni po swoich 50. urodzinach na udar mózgu.

## Styl gry
Glenn Gould obdarzony był niezwykłą wyobraźnią muzyczną; słuchacze doceniali jego genialnie pomysłowe, czasem bardzo ekscentryczne wykonania. Zdarzało mu się nagrywać zupełnie różne interpretacje tych samych utworów. Gra jego była niezwykle przejrzysta i precyzyjna, szczególnie w przypadku kontrapunktu. Wypracował technikę pianistyczną, która pozwalała mu na bardzo szybkie tempa bez utraty klarowności gry i selektywności artykulacji. W czasie gry siedział zawsze bardzo nisko na swoim drewnianym krześle.

## Filmy
Jego poglądy na muzykę, estetykę, upodobania muzyczne można poznać bezpośrednio z zachowanych filmów o charakterze dokumentalnym Chemins de la musique, na których przedstawia je w rozmowach z Brunonem Monsaingeonem. Wydał on w 1974 roku o nim film pt. Glenn Gould: Alchemik.
W 2009 powstał pełnometrażowy film dokumentalny Życie wewnętrzne Glenna Goulda, w reżyserii Michèle'a Hozera i Petera Raymonta, poświęcony jego pracy twórczej i życiu osobistemu. Porusza m.in. głośną sprawę wieloletniego romansu Goulda z Cornelią Foss, żoną znanego amerykańskiego kompozytora i dyrygenta, Lukasa Fossa.